# Montagne de Bape
Pour les articles homonymes, voir Bape.
La montagne de Bape est un sommet dans le Mbam-et-Inoubou dans la région du Centre, au Cameroun.